# Истислав
Истисла́в — мужское имя славянского происхождения. По одной из версий имя означает ищущий славу. Другие варианты: славящий истину, истинная слава. Имя встречается в Ипатьевской летописи в виде отчества («Кащея Гаврилко Иславича»). Имя состоит из праславянских корней *jьstъjь- («истинный, настоящий, истый») и -slav.